# 320.
320. je tretje desetletje v 4. stoletju med letoma 320 in 329. 